# Callitrichia sellafrontis
Callitrichia sellafrontis là một loài nhện trong họ Linyphiidae.
Loài này thuộc chi Callitrichia. Callitrichia sellafrontis được Scharff miêu tả năm 1990.